# داریوش صفوت
داریوش صفوت (۷ آذر ۱۳۰۷ – ۲۷ فروردین ۱۳۹۲) موسیقی‌دان سنتی، نوازنده سنتور و سه‌تار و از شاگردان حبیب سماعی، ابوالحسن صبا و محمد ایرانی مجرد بود. او از جمله بنیان‌گذاران مرکز حفظ و اشاعه موسیقی ایران در سال ۱۳۴۷ است.

## زندگی
داریوش صفوت در سال ۱۳۰۷ در شیراز متولد گردید. وی فرزند ارشد علی‌اصغر صفوت پسر ارشد میرزا آقاخان صفوت‌المُلک تنها پسر میرزا مهدی (محمدعلی) حکیم الهی فرزند میرزا عبدالله اشیک آقاسی‌باشی پسر میرزا محمدعلی نوهٔ میرزا مهدی استرآبادی وقایع‌نگار دربار نادرشاه افشار بود. نسب میرزا مهدی استرآبادی هم بر اساس شجره‌نامه خانوادگی به خواجه نصیر طوسی می‌رسید. در این خانواده آموزش موسیقی به‌طور موروثی صورت می‌گرفت. برادر کوچک‌تر او یوسف صفوت نخستین قهرمان و نخستین استاد ملی شطرنج ایران بود.
وی یادگیری سه‌تار را نزد پدر (علی‌اصغر صفوت) آغاز کرد و به دلیل نشست و برخاست پدرش با اهالی هنر، از جمله حبیب سماعی در ۱۶ سالگی (سال ۱۳۲۳) نزد وی رفت و سنتور را نزدش آموخت. از سال ۱۳۲۶ تا سال ۱۳۳۶ به تکمیل نوازندگی سه‌تار و سنتور نزد ابوالحسن صبا اقدام نمود به نحوی که بعدها صبا در جایی از وی به عنوان یکی از بهترین شاگردان خود یاد کرد که درکی دقیق و ظریف از موسیقی ایرانی دارند. در سال ۱۳۳۲ به اخذ درجه لیسانس حقوق از دانشکده حقوق دانشگاه تهران نائل آمد. در اواخر سال ۱۳۳۹ برای تدریس در مرکز مطالعات موسیقی شرقی در انستیتو موسیقی‌شناسی سوربن به فرانسه رفت. در اولین بازگشتش به ایران در سال ۱۳۴۲، ازدواج نمود و برای تکمیل تحصیلات و تحقیقاتش مجدداً به فرانسه بازگشت. در سال ۱۳۴۴ از دانشکده حقوق دانشگاه پاریس، دکترا در حقوق بین‌الملل گرفت و در همین سال به ایران بازگشت. و از سال ۱۳۴۴ تا ۱۳۴۸ به تحقیق در ردیف موسیقی سنتی ایران و تکمیل سه‌تار در محضر محمد ایرانی مجرد اشتغال ورزید.

## تدریس موسیقی
وی از سال ۱۳۳۸ به تدریس در زمینه‌های نوازندگی سنتور و سه‌تار، ردیف موسیقی ایرانی، آکوستیک موسیقی، تاریخ موسیقی ایران، شناخت موسیقی، آشنایی با موسیقی شرقی، فلسفه موسیقی ایرانی، تجزیه و تحلیل موسیقی ایرانی، موسیقی و اسلام، بررسی رسالات کهن موسیقی ایران و… در مراکز زیر پرداخت:
- هنرستان موسیقی ملی، تهران، ۱۳۳۹–۱۳۳۸
- مرکز مطالعات موسیقی شرقی، وابسته به انستیتو موزیکولوژی پاریس، دانشگاه سوربن، ۱۳۴۴–۱۳۳۹
- دانشکده هنرهای زیبا، دانشگاه تهران، ۱۳۷۶–۱۳۴۵
- هنرکده موسیقی ملی، تهران، ۱۳۶۰–۱۳۵۸
- دانشکده موسیقی دانشگاه هنر، تهران، ۱۳۵۸ تاکنون
- دانشکده تلویزیون و سینما، تهران، ۱۳۵۶–۱۳۵۹
- دانشکده میراث فرهنگی (تهران)، ۱۳۶۹

بسیاری از استادان فعلی موسیقی از آموزش‌های وی بهره‌مند شده‌اند.

## مرکز حفظ و اشاعه موسیقی ایران
داریوش صفوت در سال ۱۳۴۷ مرکز حفظ و اشاعه موسیقی ایران وابسته به سازمان رادیو تلویزیون وقت را بنیان نهاد و تا سال ۱۳۵۹ مدیریت آن را برعهده داشت. این مرکز در گسترش موسیقی اصیل ایران و پرورش موسیقی‌دانان جوان سهم به‌سزایی داشته‌است.
وی هم‌چنین کنسرت‌های متعددی در اقصی نقاط جهان اجرا کرده‌است.

## عضویت‌ها و نشان‌ها
- استاد بازنشسته پایه ۱۵ دانشگاه هنر و دانشگاه تهران
- استاد نمونه دانشگاه‌های ایران
- مدیر مرکز حفظ و اشاعه موسیقی ایرانی، وابسته به سازمان رادیو تلویزیون ملی ایران از ۱۳۴۷ تا ۱۳۵۹
- مدیر سابق گروه موسیقی دانشگاه تهران
- مدیر سابق گروه موسیقی دانشگاه هنر
- سرپرست سابق کارگاه موسیقی کودکان و نوجوانان در صدا و سیما از ۱۳۵۹ تا ۱۳۶۲
- مدیر سابق گروه هنر در مرکز نشر دانشگاهی
- عضو انجمن آکوستیک‌دانان ایران ۱۳۵۷/۱۹۷۸
- عضو انجمن فلسفه ایران ۱۳۵۵/۱۹۷۶
- عضو «پیوسته» فرهنگستان علوم جمهوری اسلامی ایران
- داریوش صفوت در سال ۱۳۸۵ موفق به دریافت نشان «شوالیه هنر و ادب» Chevalier De L'ordre Des Arts et Des Letters گردید که بالاترین نشان هنری کشور فرانسه است.

## شاگردان سرشناس
- مجید کیانی
- پرویز مشکاتیان
- حسین علیزاده
- پریسا
- لوید میلر
- هما سادات افسری
- نورالدین رضوی سروستانی

## اظهارات دیگران
محمد ایرانی مجرد، هنگام نوازندگی داریوش صفوت نمی‌توانست سکوت کند، و تحسین بی‌اختیار بر لبانش جاری می‌شد. البته او برای تحسین دکتر صفوت به این‌جا توقف نکرده و گفته بود: من اگر فرزندی داشتم بیشتر از صفوت دوستش نداشتم.
سودابه فضائلی در مقاله‌ای که به مناسبت هشتادسالگی داریوش صفوت به چاپ رسیده بود، او را «حکیم موسیقی» نام نهاد.
پرویز مشکاتیان: «من به عنوان کسی که سال‌ها در محضر استاد داریوش صفوت به تلمذ نشسته‌ام، بی‌هیچ گمانی بر آنم که ایشان از برگزیدگان خداوند هستند. از شهر جانان‌اند و از تبار راستینان این سرزمین، بی‌هیچ اغراقی… او همیشه صحبت از جایگاه معنوی هنرمند، اخلاق هنرمند و واصل شدن به مبدأ و مأخر و مرکز زیبایی‌ها، به طریق اولی چشم‌پوشی از مادیات و ملموسات دنیا می‌کرد». (بانی فیلم، ۱۰ آذر ۸۲ صفحه ۹)
جلال ذوالفنون: «دکتر صفوت شخصیتی است مرکب از دانش و هنر و اخلاق، همراه با قلبی آکنده از عشق و ایمان به موسیقی ایرانی که مدام در تپش است». (بانی فیلم، ۱۰ آذر ۸۲ صفحه ۹)
پریسا: «استاد صفوت فقط معلم من نبود بلکه پدر هنری‌ام بود و هرچه از موسیقی دارم از او دارم. او در موسیقی دستم را گرفت. چه در زمینه موسیقی و چه در زمینه معنویت و اخلاق زنده یاد صفوت، کسانی که بضاعت علمی دارند باید از او صحبت کنند، چرا که موسیقی از دیدگاه او تنها صوت، ملودی و ردیف نبود موسیقی برای او ابزاری برای توجه به عالمی دیگر بود، ابزاری برای درخود فرو رفتن و تزکیه نفس بود.» 
مهدی آذرسینا: «دکتر صفوت اندیشمندی است که در اثر سال‌ها ریاضت و تعمق برای درک زیربنا و اصول موسیقی دستگاهی ایران، به جایگاهی پرقدر و بالا دست یافت… در تمام رشته‌های موسیقی کسانی تربیت شدند که بعدها زمام اشاعهٔ موسیقی نوین ایران را به عهده گرفتند… و این همه اتفاق نمی‌افتاد، مگر به همت جناب استاد داریوش صفوت». (بانی فیلم، ۱۰ آذر ۸۲ صفحه ۹)
داوود گنجه‌ای: «من از دکتر صفوت مطالب اخلاقی بسیاری آموخته‌ام، وی مرتب برای ما از اخلاق و دوستی‌های عارفانه می‌گفت». (بانی فیلم، ۱۰ آذر ۸۲ صفحه ۹)
مجید کیانی: «مهم‌ترین نکته‌ای که در آموزش‌های ایشان رعایت می‌شد، اهمیت دادن به معنویت در هنر موسیقی بود، تا ما جوان‌های قدیم را به این سو بکشاند، که برای حفظ موسیقی ایرانی، اخلاق از همه مهم‌تر است. تا این هنر بتواند جایگاه معنوی خودش را بیابد». (بانی فیلم، ۱۰ آذر ۸۲ صفحه ۹)

## آثار
- رساله «عرفان و موسیقی ایران» به زبان فارسی، تهران ۱۳۴۸ (۱۹۶۹ میلادی)
- ترجمه انگلیسی رساله «عرفان و موسیقی ایران»، چاپ نیویورک ۱۹۸۵ میلادی (۱۳۴۶)
- ترجمه فرانسوی رساله «عرفان و موسیقی ایران» با اضافات، پاریس ۱۹۸۸ میلادی (۱۳۶۷)
- پژوهشی کوتاه دربارهٔ استادان موسیقی ایران و الحان موسیقی ایرانی به زبان فارسی، تهران ۱۳۵۰ (۱۹۷۱ میلادی).
- تصحیح و چاپ «رساله موسیقی» بنایی به اتفاق استاد تقی بینش به زبان فارسی، تهران ۱۳۶۸ (۱۹۸۹ میلادی)
- بخش پایانی کتاب «هنر موسیقی ایران» به زبان انگلیسی، واشینگتن ۱۹۹۱ میلادی (۱۳۷۰)
- کتاب موسیقی ایران به زبان فرانسه به اتفاق نلی کارن (Nelly Caron)، این کتاب در سال ۱۹۶۶ میلادی (۱۳۴۵) تحت نظارت شورای بین‌المللی و موسیقی یونسکو در پاریس چاپ شده‌است.
- کتاب هشت گفتار دربارهٔ فلسفه موسیقی به زبان فارسی، تاریخ چاپ ۱۳۸۶ انتشارات نیک
- کتاب هشت گفتار دربارهٔ فلسفه موسیقی ۲ به زبان فارسی، تاریخ چاپ ۱۳۹۱ انتشارات ارس[۴].
- کتاب هشت گفتار دربارهٔ فلسفه موسیقی ۳ به زبان فارسی، تاریخ چاپ ۱۳۹۱ انتشارات ارس[۵]
- کتاب هشت گفتار دربارهٔ فلسفه موسیقی ۴ به زبان فارسی، تاریخ چاپ دوم ۱۳۹۸ انتشارات ارس[۶]
- کتاب هشت گفتار دربارهٔ فلسفه موسیقی ۵ به زبان فارسی، تاریخ چاپ دوم ۱۳۹۸ انتشارات ارس[۷]
- هم‌چنین از وی دو اجرای سه‌تار و سنتور به صورت کاست در داخل ایران قابل دسترسی است نشر سروش.
- کتاب ۱۲۴ قطعهٔ برگزیده از موسیقی کلاسیک ایران، چاپ دوم ۱۳۹۸ انتشارات ماهور.
- سی‌دی ۱۲۴ قطعهٔ برگزیده از موسیقی کلاسیک ایران (۶ سی‌دی) ۱۳۹۲ انتشارات ماهور[۸].
- سی‌دی بدیهه‌پردازی ۱ (سه‌تار داریوش صفوت) ۱۳۸۸ موسسه فرهنگی صداخانه معاصر[۹].
- سی‌دی بدیهه‌پردازی  ۲ (سه‌تار داریوش صفوت) ۱۳۹۰ موسسه فرهنگی صداخانه معاصر[۱۰].
- سی‌دی بدیهه‌پردازی ۳ (سنتور داریوش صفوت) ۱۳۹۰ موسسه فرهنگی صداخانه معاصر[۱۱].
- سی‌دی بدیهه‌پردازی ۴ (سه‌تار داریوش صفوت) ۱۳۹۰ موسسه فرهنگی صداخانه معاصر[۱۲].
- سی‌دی بدیهه‌پردازی ۵ (سنتور داریوش صفوت) ۱۳۹۱ موسسه فرهنگی صداخانه معاصر[۱۳].

## درگذشت
داریوش صفوت ساعت ۱۲:۱۰ بامداد روز سه‌شنبه ۲۷ فروردین ۱۳۹۲ در شهرک دهکده فردیس کرج و در منزل شخصی درگذشت. پیکر وی در بهشت سکینه به خاک سپرده شد.

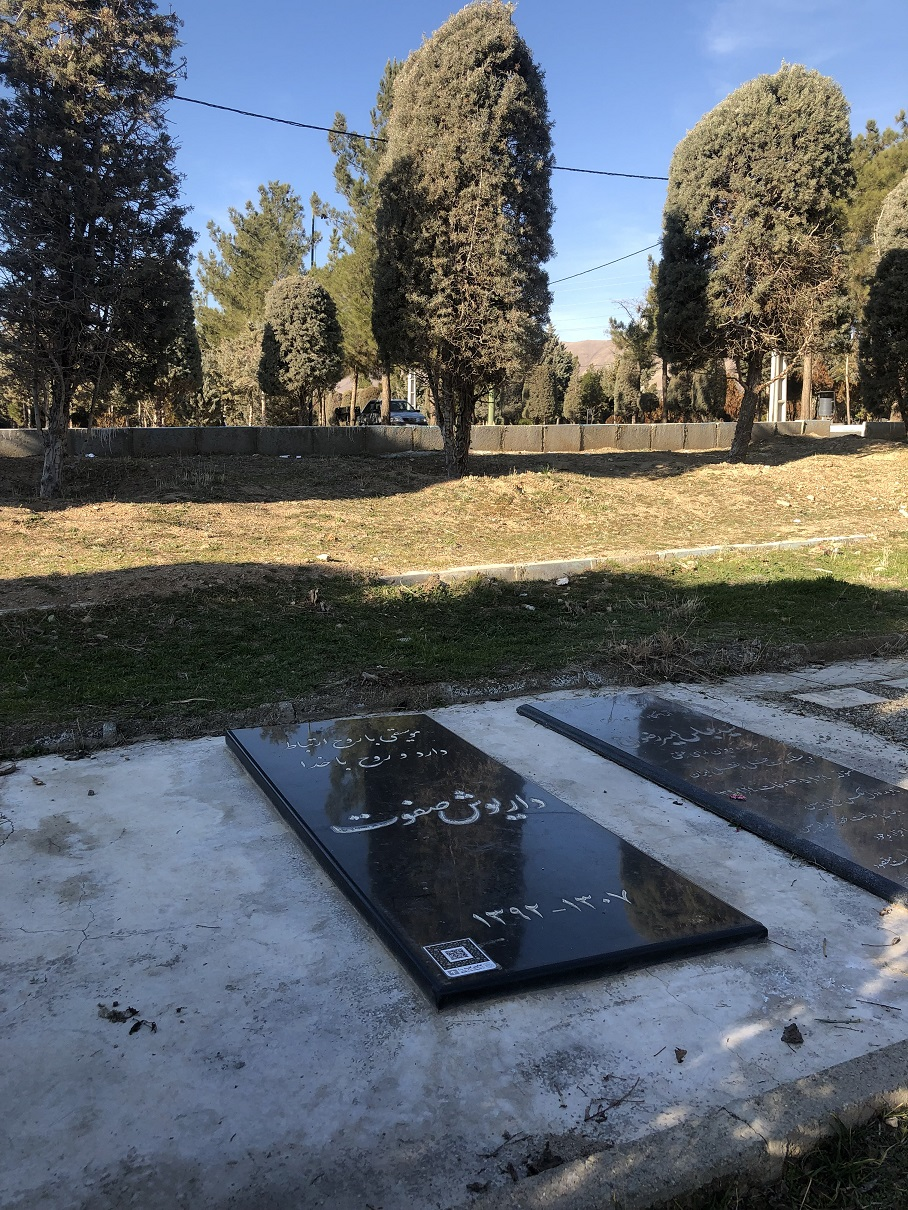
مزار صفوت در بهشت سکینه کرج